# Termoacústica

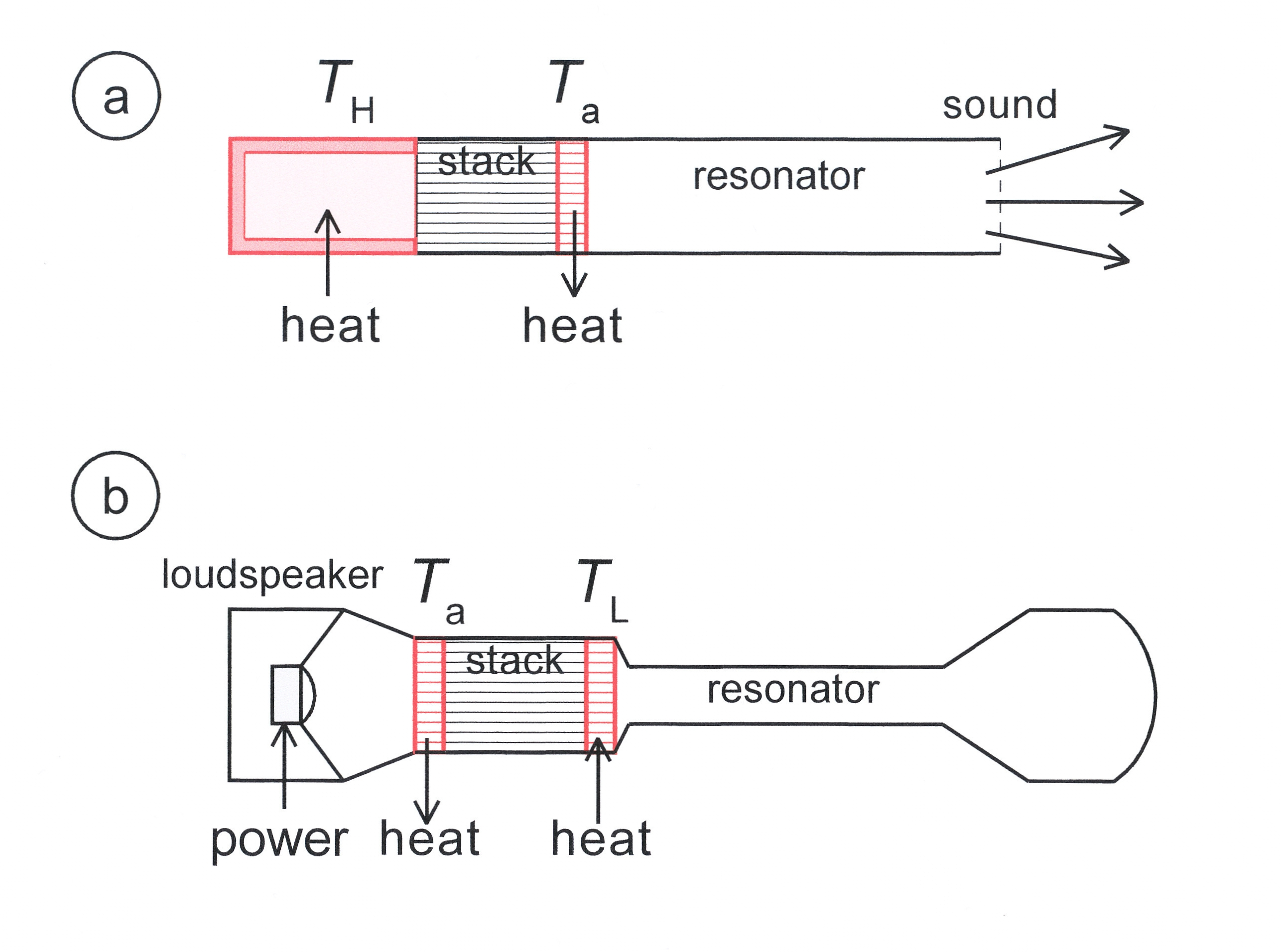
Representació esquemàtica de dues màquines termo-acústiques.

La termo-acústica és la ciència que estudia els fenòmens termo-acústics, que es tradueixen en la conversió de calor en energia acústica o viceversa  Dit amb altres paraules, la termo-acústica estudia la interacció entre les variacions de temperatura, densitat i pressió de les ones acústiques. Els motors de calor termo-acústics es poden activar fàcilment amb energia solar o calor residual i es poden controlar mitjançant un control proporcional. Poden utilitzar la calor disponible a temperatures baixes, cosa que els fa ideals per a la recuperació de calor i aplicacions de baixa potència. Els components inclosos en els motors termo-acústics solen ser molt simples en comparació amb els motors convencionals, fet que permet controlar i mantenir fàcilment els dispositius que en fan ús.
Es poden observar efectes termo-acústics quan els tubs de vidre parcialment fos estan connectats a vasos de vidre. De vegades espontàniament es produeix un so fort i monòton. S'observa un efecte similar si un tub d'acer inoxidable es troba amb un costat a temperatura ambient (293 K) i amb l'altre costat en contacte amb heli líquid a 4,2 ºK. En aquest cas, s'observen oscil·lacions espontànies que s'anomenen "oscil·lacions de Taconis".

## Revisió històrica de la termo-acústica
El fonament matemàtic de la termo-acústica és de Nikolaus Rott. Més tard, el camp es va inspirar en el treball de John Wheatley de manera separada de Swift i els seus col·laboradors. Els dispositius termo-acústics tecnològicament tenen l'avantatge de no tenir parts mòbils; aquesta particularitat permet solucions atractives per a aplicacions on la fiabilitat té una importància clau.
Des de fa segles s'havien observat oscil·lacions induïdes per la termo-acústica, com és el cas dels bufadors de vidre que produeixen un so generat per la calor quan es bufa una ampolla de vidre calent al final d'un tub estret i fred. Aquest fenomen també s'havia observat en els vasos d'emmagatzematge criogènic, on les oscil·lacions (anomenades oscil·lacions de Taconis) són induïdes per la inserció d'un tub buit obert amb heli líquid a l'extrem inferior. Però la manca de sistema d'eliminació de la calor fa que el gradient de temperatura disminueixi, afeblint l'ona acústica, per acabar aturant-se completament. Byron Higgins va fer la primera observació científica de la conversió d'energia tèrmica en oscil·lacions acústiques. Va investigar el fenomen de la "flama cantant", amb una flama d'hidrogen dins d'un tub amb els dos extrems oberts.
El físic Pieter Rijke va introduir aquest fenomen a major escala utilitzant una pantalla de malla escalfada que induïa fortes oscil·lacions dins d'un tub (el tub de Rijke). Feldman va mencionar en la seva revisió que un corrent d'aire convectiu a través dels extrems del tub és el principal inductor d'aquest fenomen. Les oscil·lacions són més fortes quan la pantalla es troba a un quart de la longitud del tub. Les recerques realitzades per Sondhauss el 1850 van ser les primeres en aproximar-se al concepte modern d'oscil·lació termo-acústica. Sondhauss va investigar experimentalment les oscil·lacions relacionades amb els bufadors de vidre, i va observar que la freqüència i la intensitat del so depèn de la longitud i del volum del vidre bufat. Lord Rayleigh va donar una explicació qualitativa dels fenòmens d'oscil·lacions termo-acústiques de Sondhauss, on va afirmar que produir qualsevol tipus d'oscil·lacions termo-acústiques necessita complir un criteri: "Si es dona calor a l'aire en el moment de major condensació o s'extreu en el moment de la màxima infracció, es fomenta la vibració ". Això demostra la relació de la termo-acústica amb la interacció de les variacions de densitat i la injecció de calor. L'estudi formal teòric de la termo-acústica va ser iniciat per Kramers el 1949 quan va generalitzar la teoria de Kirchhoff de l'atenuació de les ones sonores a temperatura constant fins al cas d'atenuació en presència d'un gradient de temperatura. Rott va avançar en l'estudi i la modelització de fenòmens termodinàmics desenvolupant una teoria lineal amb èxit. Després d'això, la part acústica de la termo-acústica va ser inclosa dins d'un ampli marc termodinàmic per Swift.

## Màquina termo-acústica
Les màquines termo-acústiques consisteixen en les seves versions més simples en un "ressonador acústic" dins del qual s'hi introdueix una estructura porosa o "stack", proveïda d'uns intercanviadors de calor als seus extrems. El que dona lloc a l'ona acústica en el ressonador, és la diferència de temperatura entre els extrems del stack, mantinguda pels dos bescanviadors de calor. Normalment s'utilitzen una "font" i un "receptor" d'ones acústiques per tal d'assegurar una conversió electromecànica de la potència acústica mantinguda pel ressonador. Els motors i els frigorífics de vegades estan directament associats amb l'ona acústica creada pel primer que s'utilitza per fer funcionar el segon.
D'acord amb aquest principi, una "màquina termo-acústica" és un convertidor termomecànic que pot  produir energia mecànica de naturalesa acústica a partir del consum d'una certa quantitat de calor o bé consumir energia acústica amb la finalitat de bombejar calor d'un entorn fred a un entorn calent. Els sistemes en qüestió es qualifiquen respectivament com: motor termo-acústic i refrigerador termo-acústic .També hi ha un tercer ús de l'efecte termo-acústic, dirigit a la separació de gasos inicialment barrejats.